# 姚廷芳
姚廷芳（1906年4月3日—1988年9月2日），字欣安。河南省淅川縣人。民國37年（1948年）在河南省第五選區當選第一屆立法委員。

## 生平[1][2]
- 國立北京大學畢業
- 河南省立南陽中學校長
- 河南省立開封師範校長
- 中國國民黨河南省黨部委員、青年團河南支團幹事
- 內政部戰時靑年訓導團主任
- 國民參政會參政員
- 民國37年，當選立法委員。
- 1967年，因貪污案經最高法院第三審終局判決確定，處有期徒刑七年，褫奪公權五年，依法註銷其立法委員名籍[3]